# Mănăstirea Piatra Sfântă
Mănăstirea Piatra Sfântă (cunoscută anterior sub denumirea de Schitul Tărâță) este o mănăstire de călugări amplasată în preajma municipiului Iași, în pădurile din satul Pietrăria (comuna Bârnova). La mănăstire se poate ajunge de pe drumul spre Vaslui.
Mănăstirea Piatra Sfântă este situată într-un pitoresc cadru natural, aflat odată în plin codru, pe piscurile din apropiere de rezervația naturală Dealul Repedea. Drumul de acces este Drumul Național Iași-Vaslui, pe dealul Bucium, iar apoi după ce se trece de Motelul Bucium există o bifurcație, drumul spre Mănăstirea Piatra Sfântă fiind cel care face la dreapta.
Mănăstirea Piatra Sfântă a fost inclusă pe Lista monumentelor istorice din județul Iași din anul 2015, având codul de clasificare IS-II-a-A-04219 și fiind alcătuită dintr-un singur obiectiv:
- Biserica "Adormirea Maicii Domnului" - datând din jurul anului 1755 și având codul IS-II-m-A-04219.01

## Istoric
Începuturile acestui locaș se duc departe în timp, în anul 1721, când filantropul ieșean Dimitrie Bosie “a dăruit un teren pe măgura Iașului, care a devenit, după aceea, locul de îngropare a celor morți de ciumă. Pe acest loc Bosie a zidit o bisericuță de lemn, care s-a numit “Schitul Sihăstria” pentru că era amplasat într-o poiană din Codru, departe de lume. În acest schit s-au oploșit câțiva călugări pusnici, care duceau o viață grea”.
Cei câțiva călugări iubitori de isihie au ridicat ulterior, în plin codru al Pietrăriei, "pe o dărâmătura de stâncărie, ce forma un fel de cetățuie naturală,clădită prin voia întâmplărei", o sihăstrie cu hramul “Buna Vestire”. Aflând de existența acesteia, în anul 1732, domnitorul Moldovei Grigore al II-lea Ghica (1726-1733, 1735-1739, 1739-1741 și 1747-1748) a trimis acolo materiale și meșteri care au construit un schit cu biserică din piatră și din lemn. Același domnitor a dăruit noului schit mai multe venituri din cămara și vama domnească.
În anul 1733, domnitorul Constantin Nicolae Mavrocordat (1733-1735, 1741-1743, 1748-1749 și 1769) a întărit din nou miluirile acordate schitului. După ciuma din anul 1734, aici se organizează un lazaret pentru cei bolnavi de ciumă, un loc de izolare preventivă și carantină. În anul 1741, Grigore al II-lea Ghica, care revenise pe tron, a făcut noi daruri, bani și alimente.
În anul 1754, domnitorul Matei Ghica (1753-1756), fiul lui Grigore al II-lea Ghica, i-a ajutat pe călugări să-și repare și să-și consolideze schitul care începuse să se ruineze, construind în locul bisericuței de lemn o biserică în întregime din piatră. Cu binecuvântarea mitropolitului Iacov Putneanul, biserica a primit un nou hram: “Adormirea Maicii Domnului”. Pe la anul 1755, domnitorul Matei Ghica rânduiește ca epitrop al acestui schit pe biv-vel jignicerul Ștefan Bosie (fiul lui Dimitrie), care fusese epitrop la Biserica „Sf. Spiridon” din Iași și la Biserica Domnească din Târgu Frumos.
În anul 1761, domnitorul Ioan Teodor Callimachi (1758-1761) rânduiește ca acest schit să fie spital pentru bolnavii de ciumă, sub purtarea de grijă și ascultarea Mănăstirii „Sf. Spiridon”. Inscripția a VIII-a de la Spitalul „Sf. Spiridon” din Iași atestă că: "În anul 1761, domnul Ion Theodor Calimah închină Casei Sf. Spiridon, Schitul Măgura Iașilor, care în anul 1734 s-a înființat (...) și că această închinare se face cu învoirea epitropului Schitului, Ștefan Bosie, ca să fie acolo spital de izolare pentru ciumați".. Au fost construite mai multe case în jurul bisericii pentru a sta ciumații în ele.
În hrisoavele domnești, schitul a fost cunoscut sub denumirea de Schitul Săhăstriei desupra Socolii în codrii Iașului, dar în limbaj popular i s-a spus mai pe scurt Schitul lui Tărâță. Denumirea schitului provine de la un vechi funcționar al Epitropiei „Sf. Spiridon” cu numele de Gheorghe Tărâță, care ar fi donat schitului prin testament la 5 martie 1779 toată averea sa, adică 3.250 lei vechi și 117 bani.
În anul 1836 un credincios din satul Pietrăria, pe nume Dumitru Brașoveanu a adăugat bisericii un pridvor scund, acoperit în arce, cu intrarea pe fațada de nord. În dreapta intrării se află o pisanie în limba română cu caractere chirilice având următorul text descifrat aproximativ: "Let 1836 sau făcut acest pridvor de Dumitru Brașoveanu spre vecinică pomenire".
De-a lungul timpului, biserica nu a beneficiat de reparații generale, ci numai de lucrări de întreținere, cum a fost și cea din anul 1913 când a fost înlocuită pardoseala cu mozaic și s-a schimbat catapeteasma. În anul 1941 s-a renovat pridvorul, s-a văruit biserica și s-a înlocuit mozaicul deteriorat cu dușumea de brad.
În anul 1959, ca urmare a Decretului 410, viața monahală întreținută în permanență de călugări a fost întreruptă, de la acea dată schitul devenind biserică de mir. În urma cutremurului din 4 martie 1977, biserica a fost afectată, fiind refăcută în întregime cu ajutorul credincioșilor din Pietrăria și a Mitropoliei Moldovei și Sucevei și cu efortul depus de preotul paroh Gheorghe Ciucă și de îngrijitorul Petru Radu.
Schitul Tărâță a fost redeschis după 1990 ca mănăstire de călugări, biserica fiind reparată cu acest prilej. În anul 1998, mitropolitul Daniel Ciobotea i-a schimbat denumirea în Mănăstirea Piatra Sfântă, având în vedere și apropierea de zona numită Pietrărie.
În prezent se construiește o biserică nouă în stil tradițional moldovenesc, cu hramul "Nașterea Maicii Domnului"

## Biserica mănăstirii
Biserica este modestă ca înfățișare arhitecturală, fiind construită din piatră cu învelitoare de tablă pe șarpantă. Arhitectura este simplă, are un plan treflat, cu o turlă dispusă deasupra naosului și o turlă cu rol de clopotniță deasupra pronaosului.
Interiorul bisericii este ornat cu arcaturi moldovenești obișnuite. Pridvorul este construit ulterior (în 1834), intrarea făcându-se prin ușa de vest. Biserica nu a fost pictată niciodată, ci numai văruită în culori de apă.
Catapeteasma datează din anul 1913 din timpul starețului Nectarie Cotruță. Tot atunci a fost înlocuit pavajul de pe jos cu mozaic. Printre odoarele de preț ale bisericii se numără două evanghelii în limba slavonă din 1766, un liturghier din 1759, un tripod din 1768 etc.
În curtea bisericii se află un paraclis de lemn, o clădire pentru chilii, un cimitir și câteva anexe gospodărești.

## Imagini

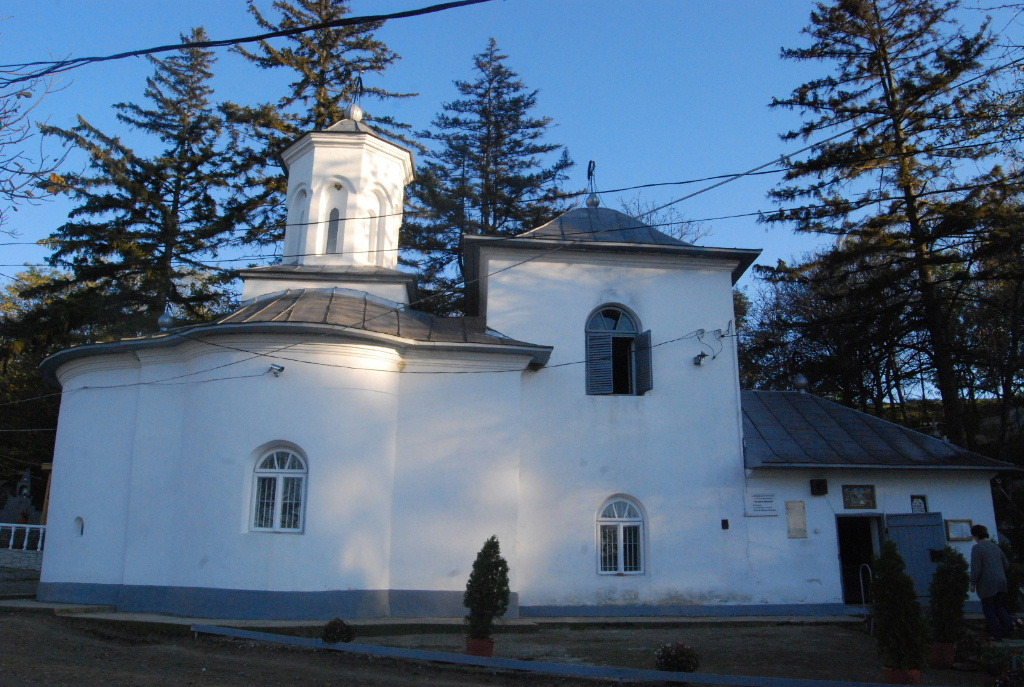
Biserica
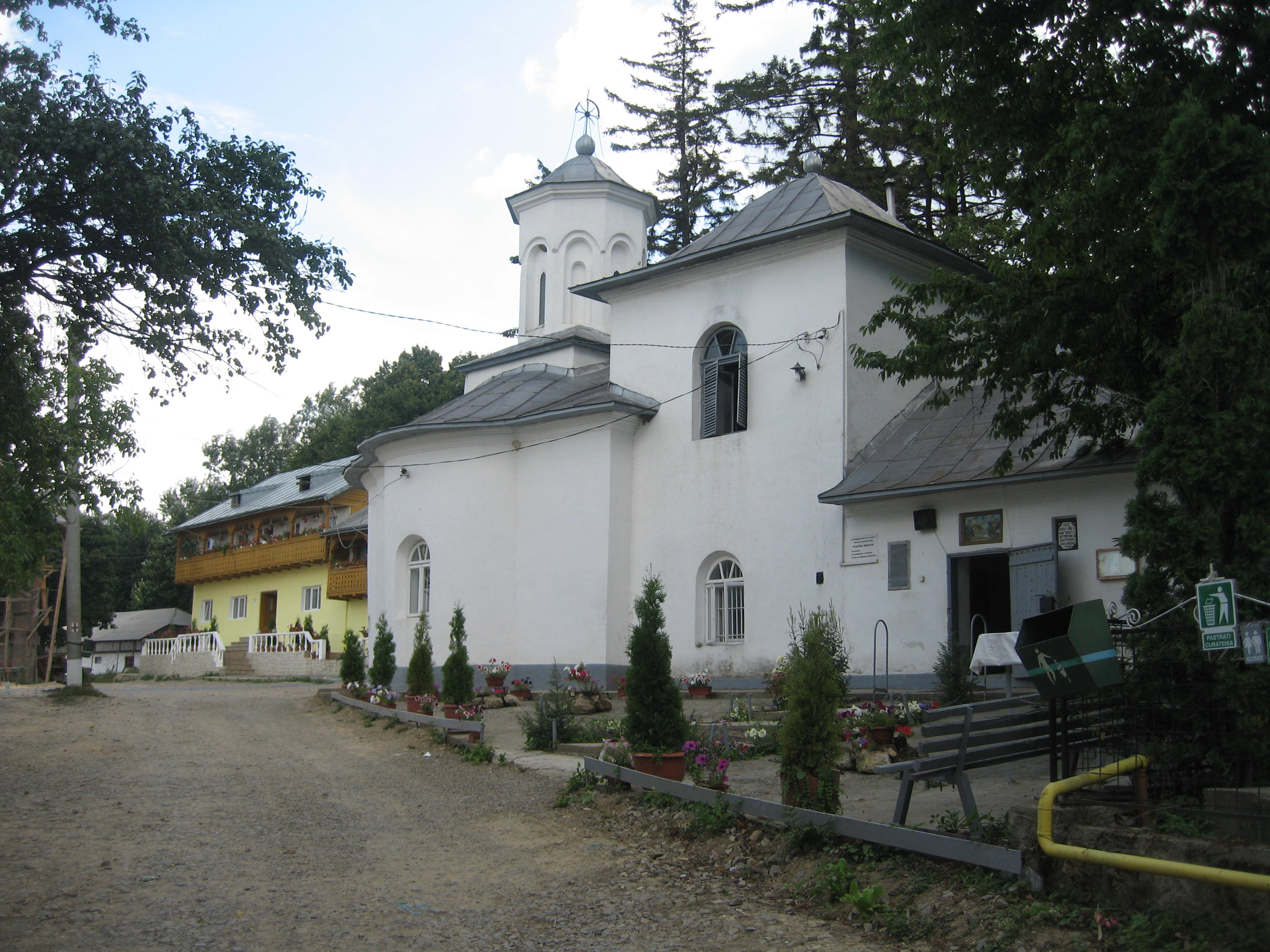
Biserica
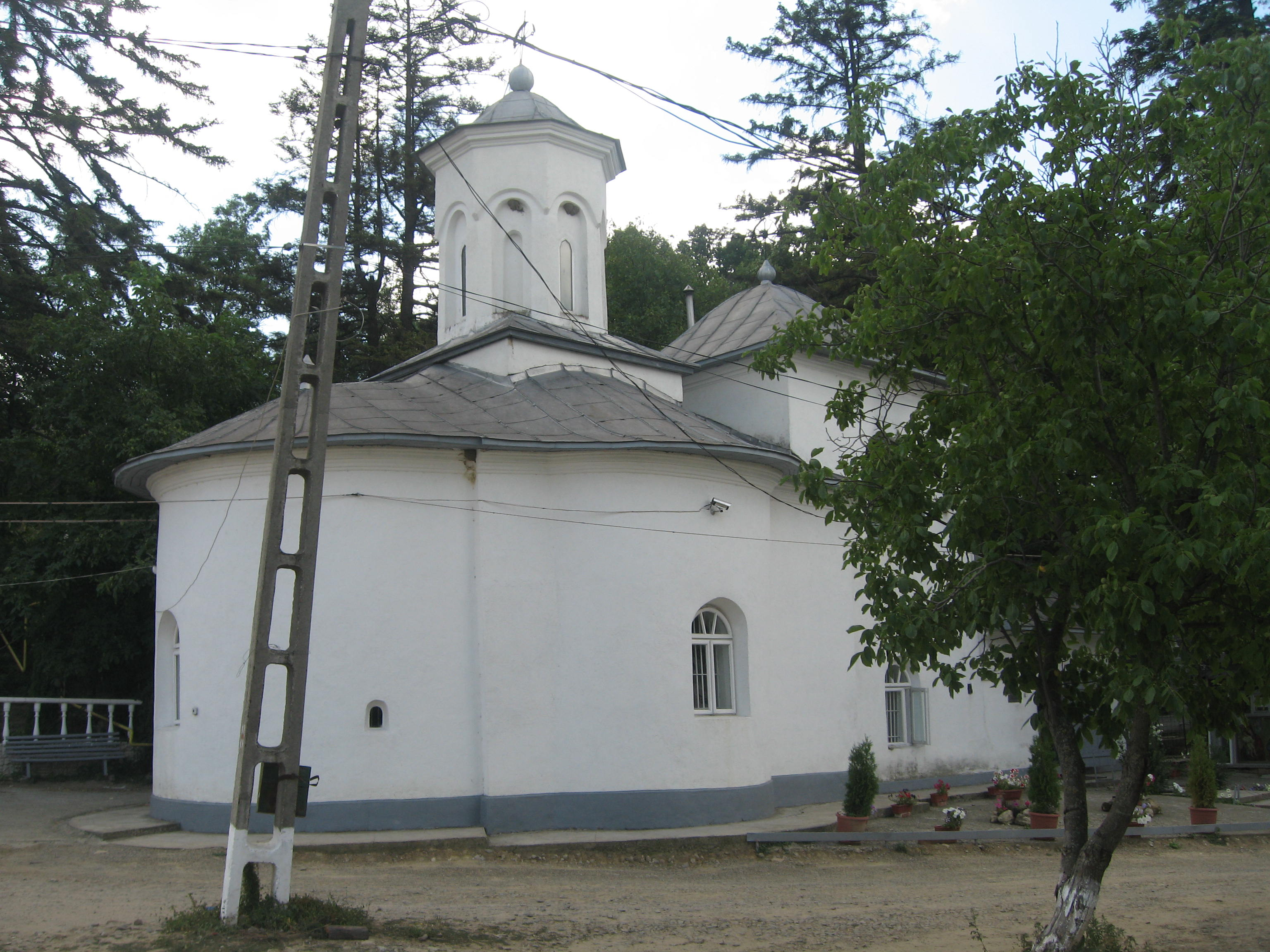
Biserica
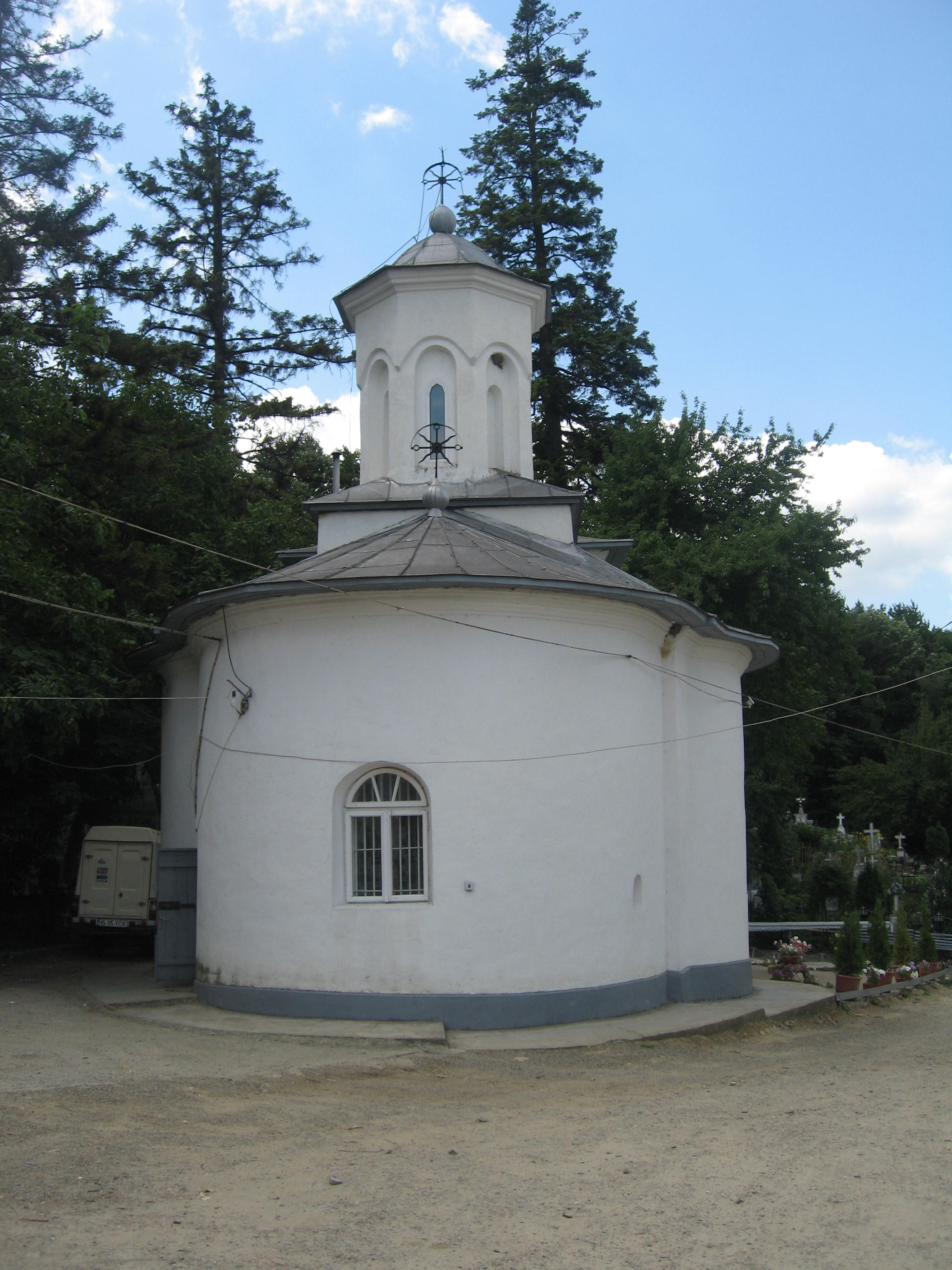
Absida altarului
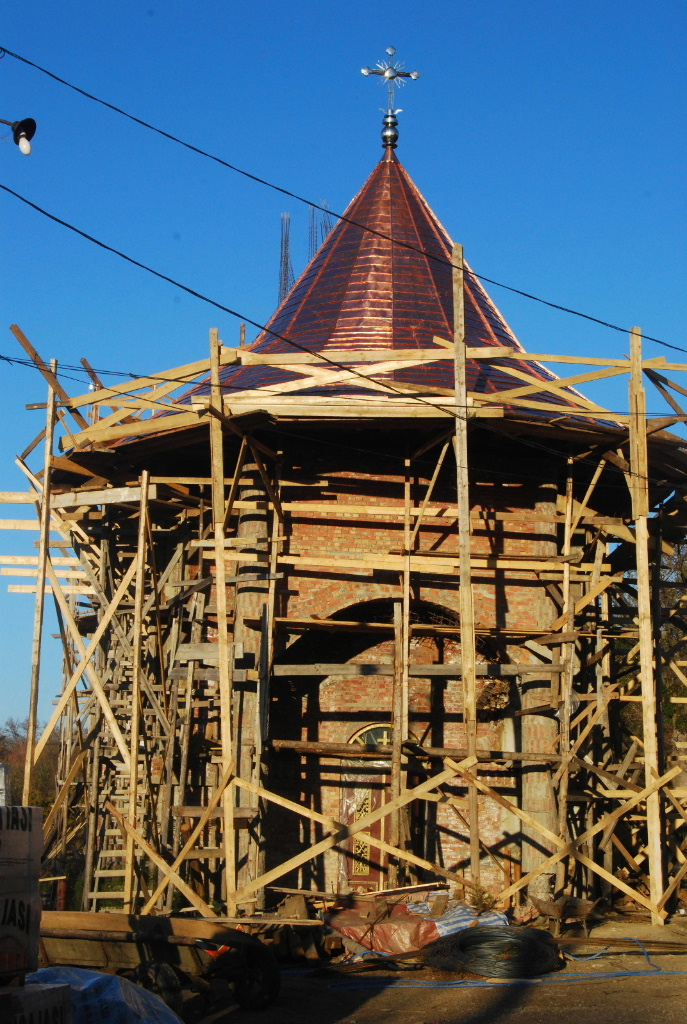
Biserica nouă în construcţie
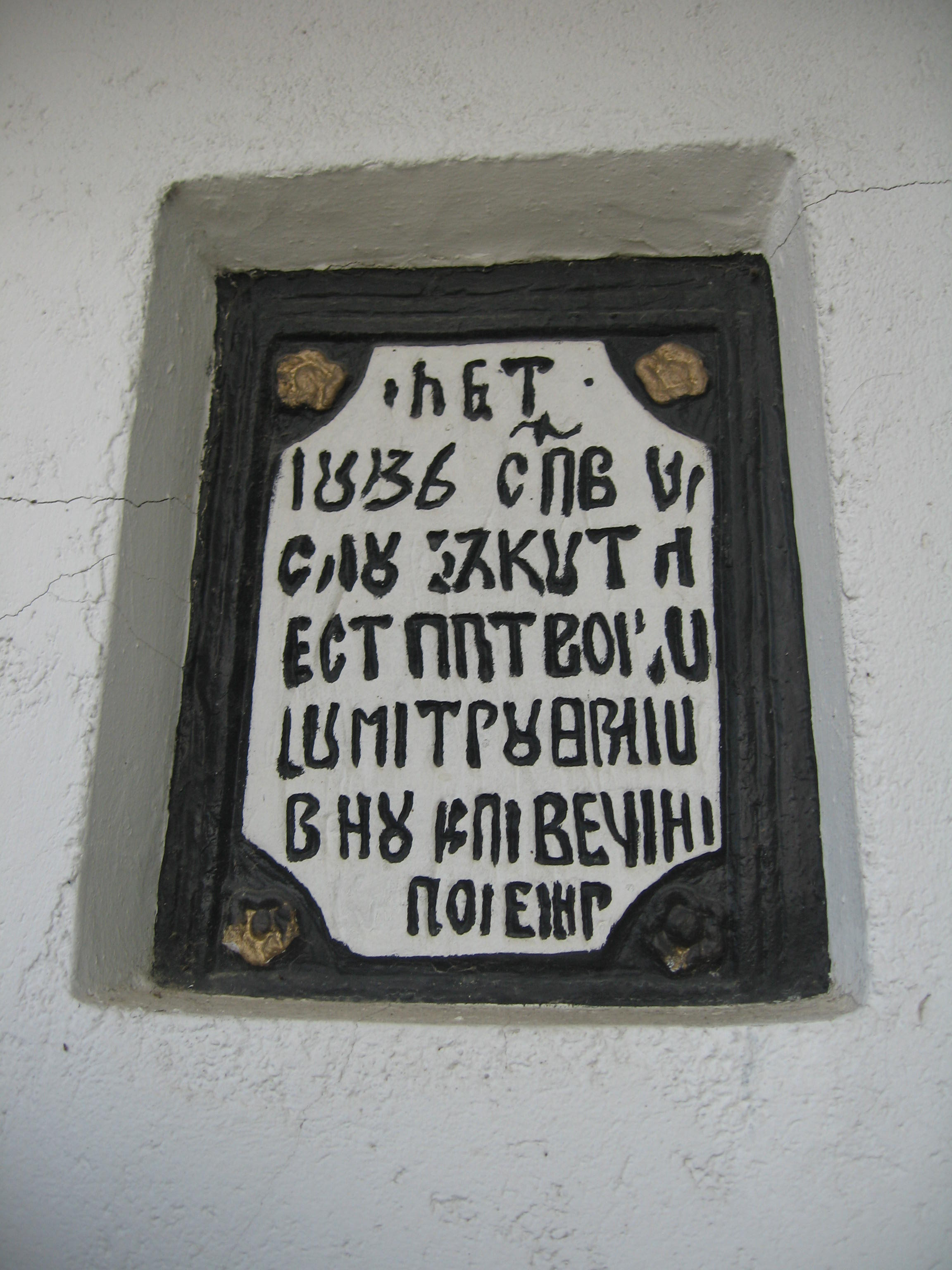
Pisania
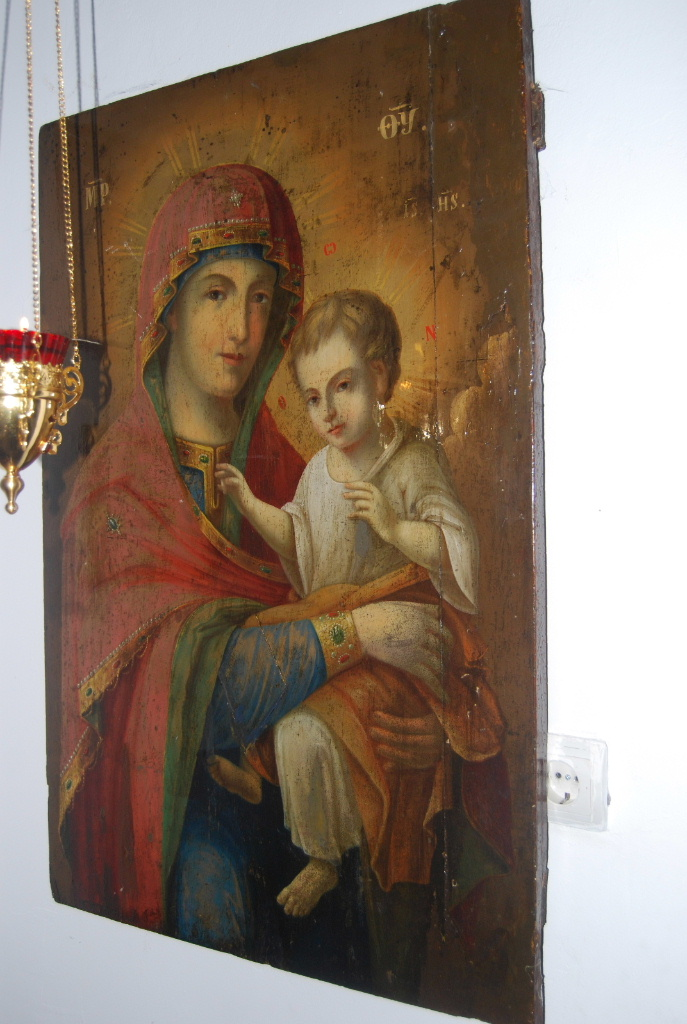
Icoană veche
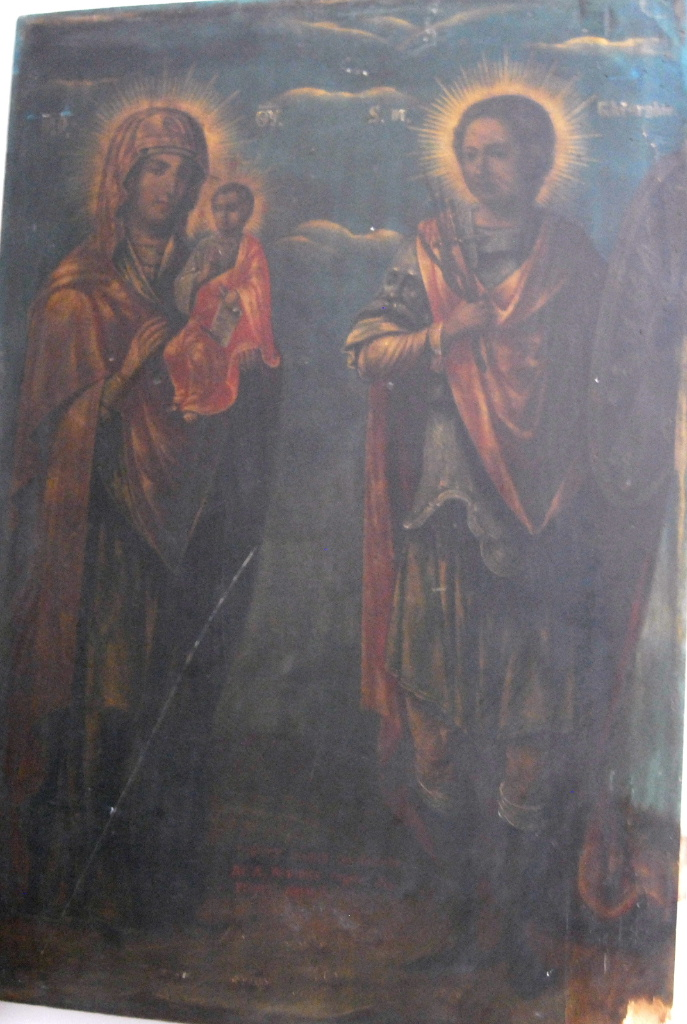
Icoană veche
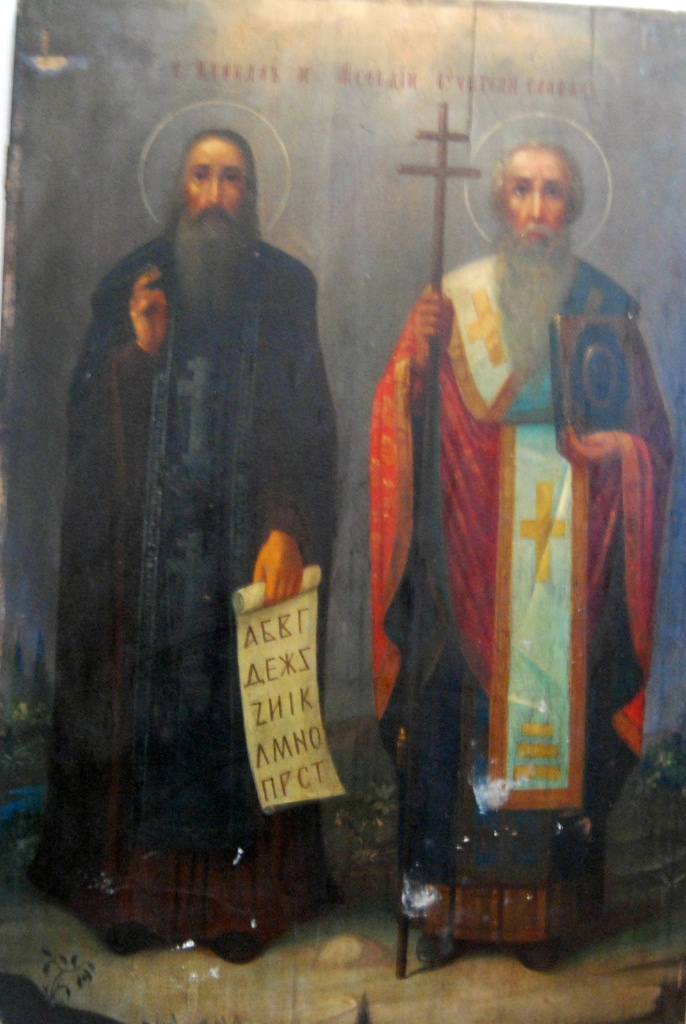
Icoană veche
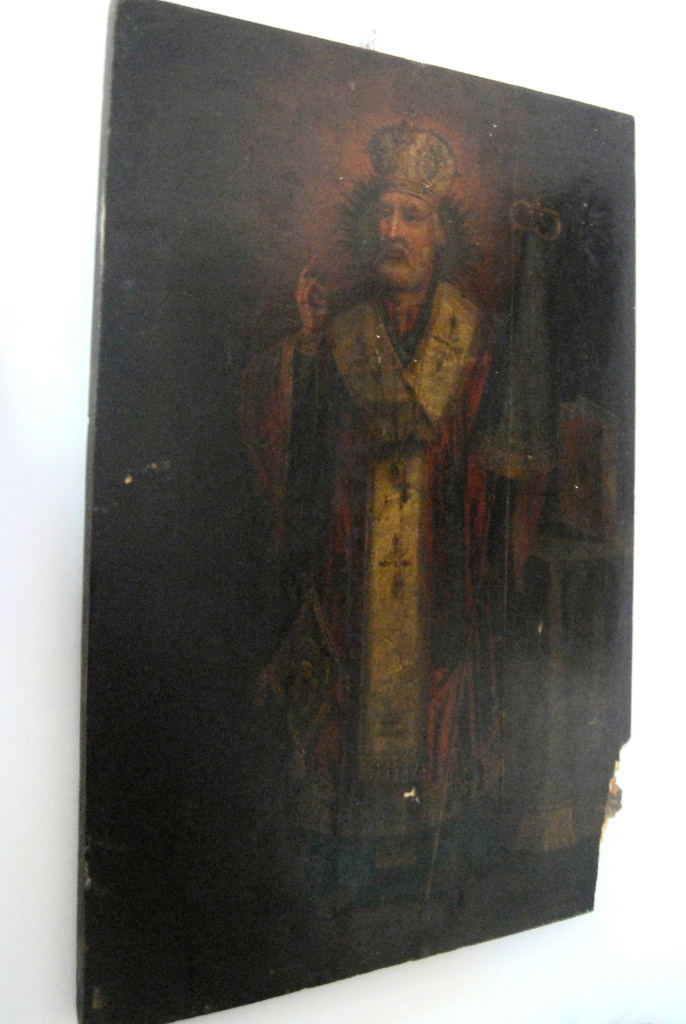
Icoană veche
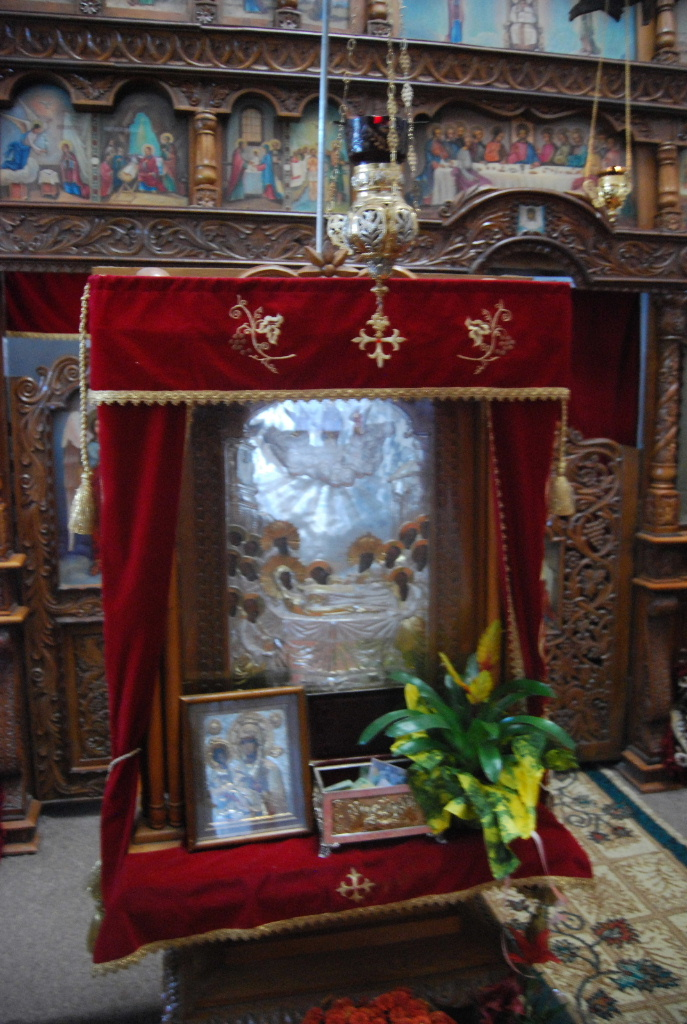
Icoană de argint
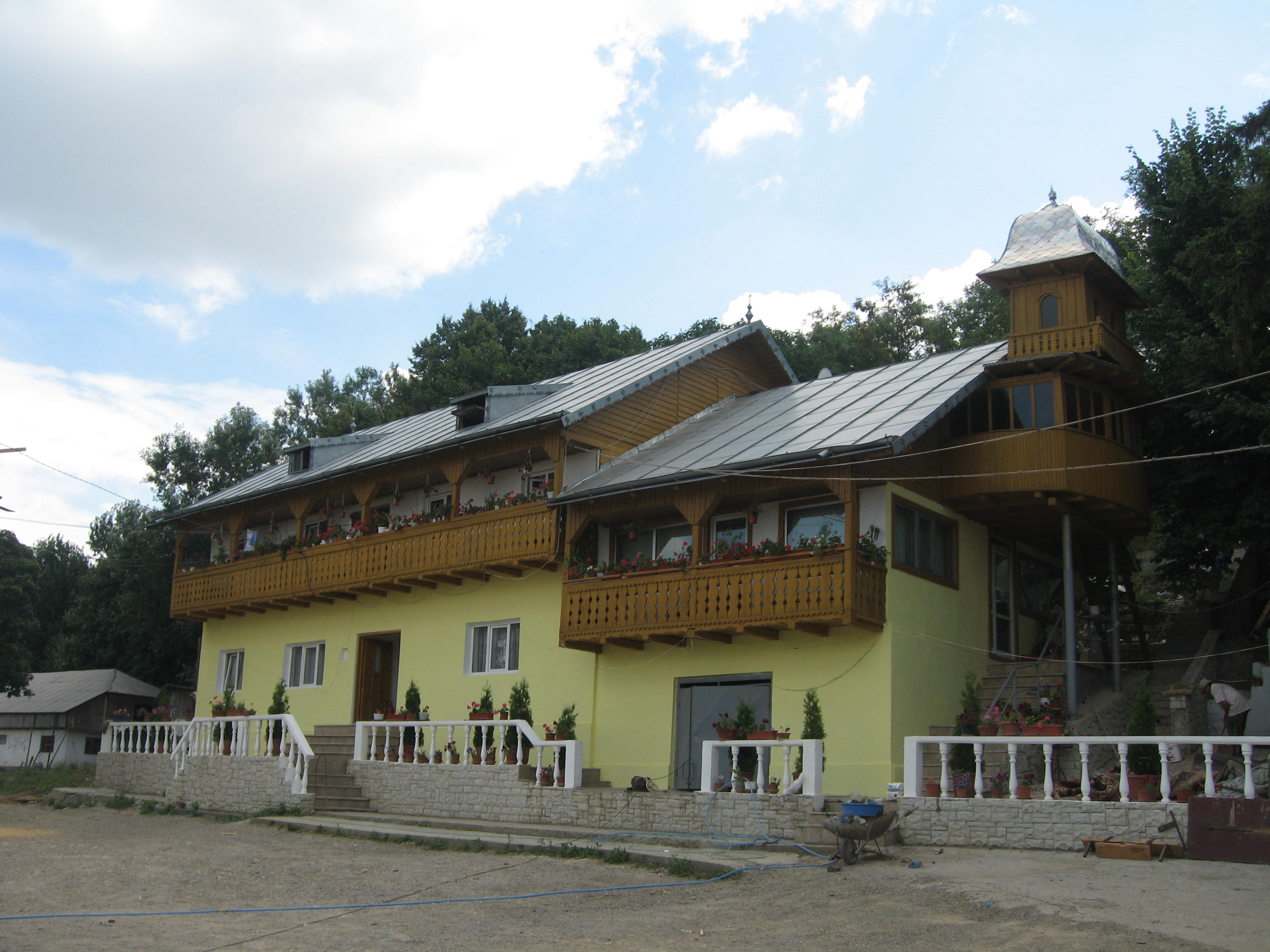
Chiliile
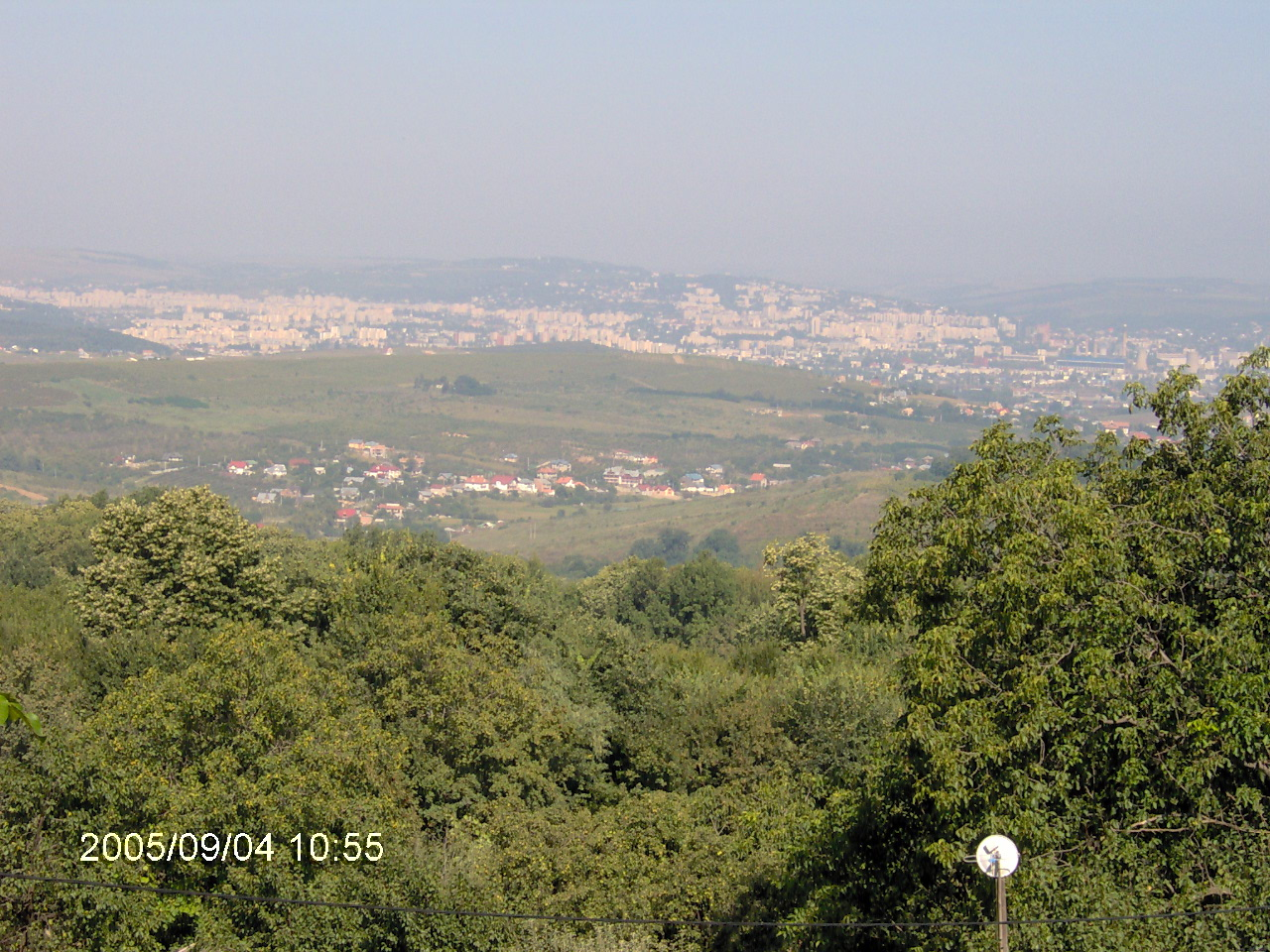
Vedere a Iaşului de la Mânăstirea Piatra Sfântă
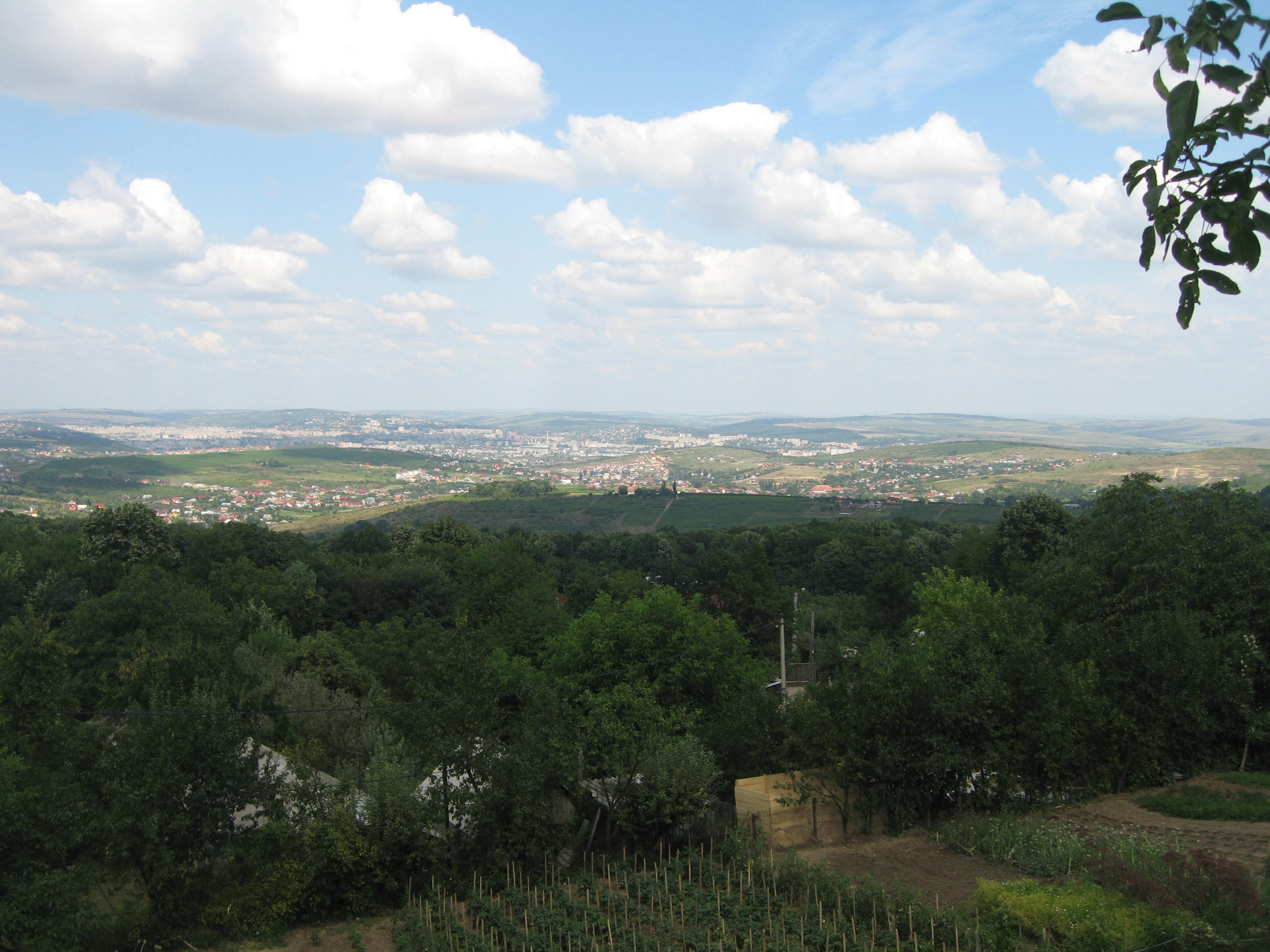
Vedere a Iaşului de la Mânăstirea Piatra Sfântă